# Chung-Cheng-Nationaluniversität

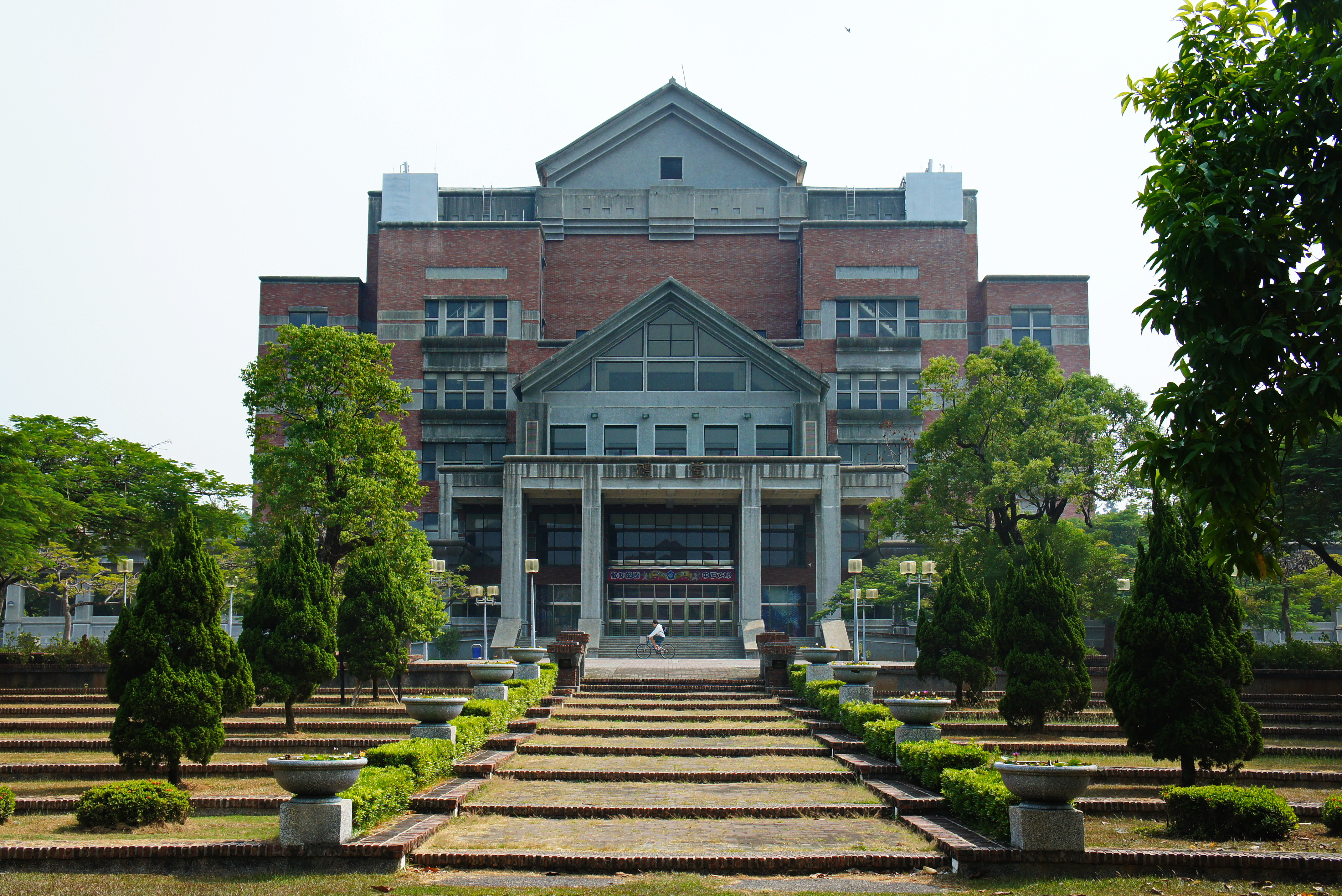
Auditorium an der CCU

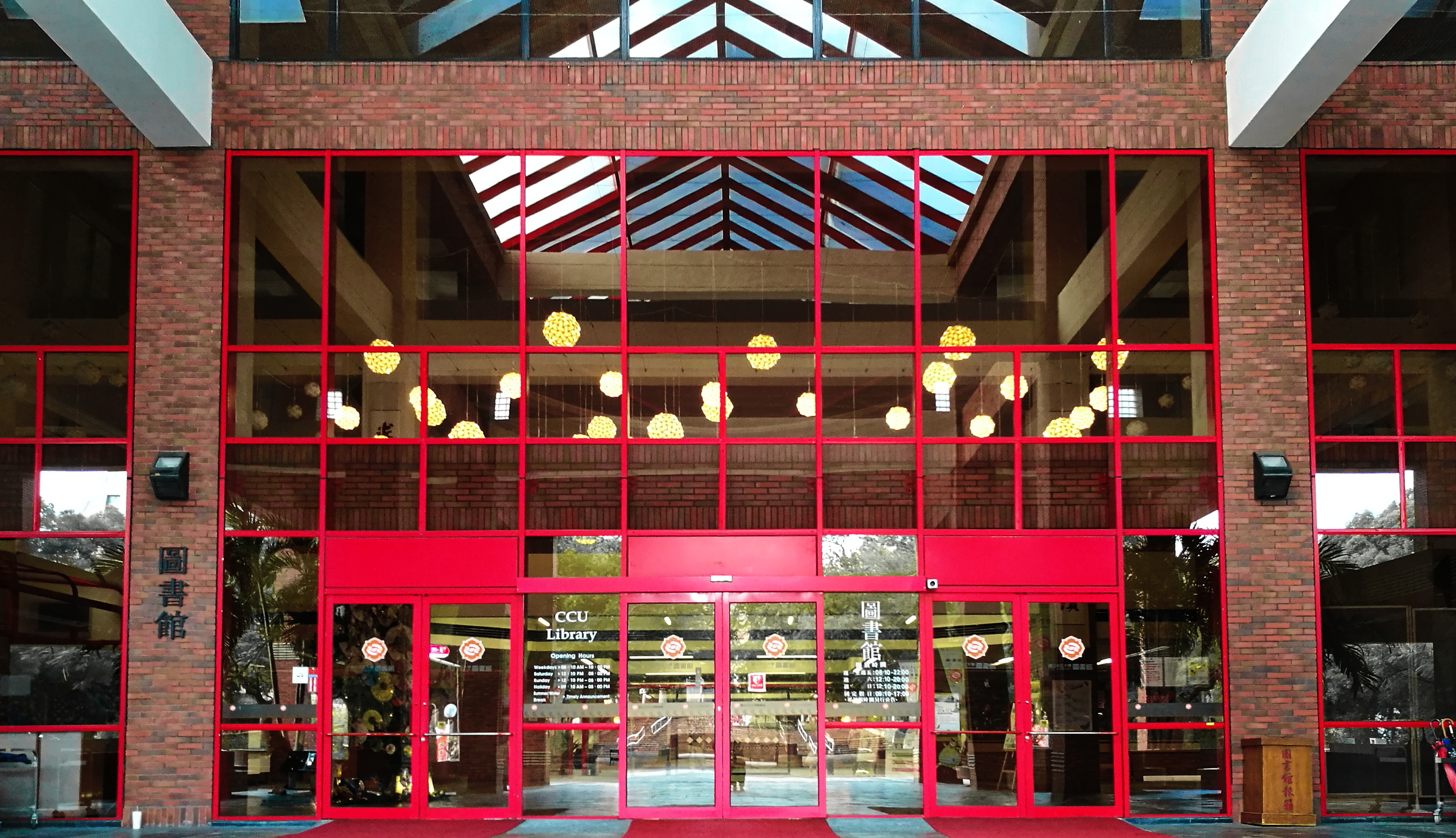
Universitätsbibliothek

Die Chung-Cheng-Nationaluniversität (CCU, chinesisch 國立中正大學) ist eine Universität in Taiwan. Ihr Standort befindet sich in der Landgemeinde Minxiong, nahe der Stadt Chiayi.

## Geschichte
Im Jahr 1986 beschloss der Exekutiv-Yuan die Gründung einer Universität „zu Ehren Chiang Kai-sheks“, die als höhere Ausbildungsstätte für die drei Landkreise Yunlin, Chiayi und Tainan dienen sollte. Die Gründung erfolgte am 1. Juli 1989, mit dem auch Lin Ching-Jiang (林清江) als erster Präsident der Universität sein Amt aufnahm. Ihren Namen erhielt die Universität vom Vornamen Chiang Kai-sheks, Chung-cheng. In der ersten Phase wurden fünf Fakultäten (Colleges) eingerichtet: Geisteswissenschaften, Naturwissenschaften, Sozialwissenschaften, Ingenieurwissenschaften und Verwaltungswissenschaften. In den Jahren 1998/99 kamen Fakultäten für Rechtswissenschaften und für Erziehungswissenschaften hinzu.

## Aufbau der Universität
Im Jahr 2012 umfasste die Universität die oben genannten Fakultäten, die zusammen 29 grundständige Studiengänge, 44 Master-Studiengänge, 29 Doktoranden (Ph.D.)-Studiengänge und 17 berufsbegleitende Graduiertenstudiengänge anboten. Die Universität verfügte im Jahr 2012 über mehr als 960 Fakultätsangehörige oder feste Mitarbeiter und wurde von etwa 12.000 Studenten besucht.
Ihrem Selbstverständnis nach versteht sich die CCU als Forschungsuniversität mit dem selbstgesetzten Ziel Studenten auszubilden, die „mit der Komplexität der Herausforderungen es 21. Jahrhunderts fertigwerden“ können.

## Universitätssymbole
Das Universitätsemblem zeigt eine fünfstrahlige Rosette, die die fünf Fakultäten aus der Anfangsphase der Universität symbolisieren soll, gruppiert um den stilisierten, ineinander verschachtelten Begriff 中正 (Chung Cheng oder Zhongzheng). Das Abzeichen soll auch das Streben nach ständiger Selbstverbesserung symbolisieren. Das Motto der Universität 積極創新，修德澤人 kann mit „Erneuerung mit Ernsthaftigkeit und Tugendhaftigkeit mit Altruismus“ übersetzt werden. Es gibt eine offizielle Universitätshymne, in der Forschung, Lehre, Lernen, Ethik, Demokratie etc. und der Geist der Universität im Allgemeinen beschworen werden.
Am 1. Juli 2014 wurde auf dem Universitätsgelände eine kleine Gedenktafel eingeweiht. Die Inschrift der Tafel mahnt akademische Freiheit an, beschreibt die Universität als Hort der furchtlosen und unvoreingenommenen Wahrheitssuche und als „fünfte Säule der Gesellschaft“ (neben Verwaltung, Rechtsprechung, Legislative und Medien). Der Text der Gedenktafel entsprach einer Stellungnahme der Universität vom 24. März 2014 während der innenpolitischen Krise zur Zeit der Sonnenblumen-Bewegung.

## Präsidenten
Bisher amtierten die folgenden Universitätspräsidenten:
| Nr. | Name                     | Amtszeit                          | Dauer     |
| --- | ------------------------ | --------------------------------- | --------- |
| 1   | Lin Ching-Jiang (林清江) | 1. Juli 1989 – 20. September 1996 | 2638 Tage |
| 2   | Zheng Guoshun (鄭國順)   | 21. Okt. 1997 – 20. Oktober 2000  | 1095 Tage |
| 3   | Ren C. Luo (羅仁權)      | 31. Mai 2001 – 30. Mai 2007       | 2190 Tage |
| 4   | Wu Zhiyang (吳志揚)      | 1. Feb. 2008 – 31. Januar 2016    | 2921 Tage |
| 5   | Fong Zhang Hua (馮展華)  | seit 1. Feb. 2016                 | 3329 Tage |